# Tecpitla
Tecpitla är en ort i Mexiko.   Den ligger i kommunen Ixhuacán de los Reyes och delstaten Veracruz, i den sydöstra delen av landet, 220 km öster om huvudstaden Mexico City. Tecpitla ligger 1 258 meter över havet och antalet invånare är 387.
Terrängen runt Tecpitla är huvudsakligen kuperad, men västerut är den bergig. Runt Tecpitla är det ganska glesbefolkat, med 38 invånare per kvadratkilometer. Närmaste större samhälle är Coatepec, 17,2 km norr om Tecpitla. I omgivningarna runt Tecpitla växer i huvudsak städsegrön lövskog.